# Ernst Holmberg
Ernst Alfred Waldemar Holmberg, född den 6 februari 1864 i Äspö församling, Malmöhus län, död den 17 juli 1940 i Karlskrona, var en svensk präst. Han var son till Lars Paulus Holmberg. 
Efter studier vid Lunds högre allmänna läroverk blev Holmberg 1883 student vid Lunds universitet, där han avlade teologisk-filosofisk examen 1886, teoretisk teologisk examen 1889 och praktisk teologisk examen 1890. Han prästvigdes sistnämnda år och blev tillförordnad bataljonspredikant vid flottans station i Karlskrona 1891, ordinarie bataljonspredikant 1892, lasarettspredikant 1896 och amiralitetspastor i Karlskrona 1922. Holmberg var fattigvårdspredikant 1891–1896, lärare vid Karlskrona elementarskola för flickor 1894–1922 och fästningspredikant vid Karlskrona kustartilleriregemente 1922–1926. Han invaldes som korresponderande ledamot av Örlogsmannasällskapet 1915. Holmberg blev ledamot av Vasaorden 1912 och av Nordstjärneorden 1935.